# Mujeres solas
Mujeres solas es una serie de televisión, estrenada por TVE en 1960. La serie - una de las más antiguas en la historia de la televisión en España - fue escrita y dirigida por Jaime de Armiñán. contó con una continuación: Chicas en la ciudad, emitida la siguiente temporada.

## Argumento
La serie narra, en tono de comedia, las peripecias de cuatro chicas alojadas en una residencia, y su peculiar manera de enfrentarse a la vida en la gran ciudad. Sus personalidades son muy diferentes y también lo es su forma de afrontar las situaciones cotidianas: Paula es una catalana ensimismada, Verónica es alegre y divertida, Laura es la belleza del grupo y Esther es decidida y emprendedora. En los últimos episodios, Paula y laura abandonaron la serie, siendo remplazadas por los personajes de Coro y Erika.

## Reparto
- Amparo Baró es Paula
- Elena María Tejeiro es Verónica
- Maite Blasco es Laura
- Alicia Hermida es Esther
- Irán Eory es Erika
- Paula Martel es Coro
- Carola Fernán Gómez es Directora